# PS 븡쿨루
PS 븡쿨루(Persatuan Sepak Bola Indonesia Bengkulu)는 인도네시아 븡쿨루를 연고로 하는 축구단이다. 1970년에 창단되었으며 리가 3에 참가하고 있다.